# Thần kinh chẩm lớn
Thần kinh chẩm lớn hay thần kinh Arnold (tiếng Anh: Greater occipital nerve, tiếng Pháp: Le nerf grand occipital) là một dây thần kinh sống, tách ra từ nhánh trong nhánh lưng thứ nhất của thần kinh sống cổ II (C2). Thần kinh thoát ra từ lỗ gian đốt sống cổ I và II, đi cùng với thần kinh chẩm nhỏ. Nó đi lên sau khi chui qua phía dưới tam giác chẩm, dưới cơ chéo đầu dưới. Thần kinh tiếp tục xuyên qua các cơ bán gai trước khi đi lên để chi phối cho vùng da ở đỉnh đầu, qua tai xuống dưới da vùng tuyến mang tai.

## Lâm sàng
Khi thần kinh bị đè nén, bệnh nhân sẽ bị đau cổ, triệu chứng của đau đầu   vùng chẩm hay đau đầu Arnold (Arnold's neuralgia). Một vị trí hay bị chẩn đoán nhầm khu vực mà thần kinh chẩm lớn bị đè nén chính là đoạn cơ chéo đầu dưới.

## Điều trị đau đầu vùng chẩm
Phần lớn bệnh nhân đau đầu do căng thẳng đều cảm nhận được cơ đâu với cường độ tăng dần theo thời gian, cho rằng cơn đâu bắt nguồn từ vùng gáy, sau đó đau di chuyển ra trước đầu. Sử dụng thiết bị kích thích thần kinh điện qua da (tens) thực hiện quá trình neurostimulation có thể chữa đau đầu do căng thẳng nguyên nhân là do thần kinh chẩm